# Арамендиа, Хавьер
Франци́ско Хавье́р Араменди́а Льоре́нте (исп. Francisco Javier Aramendia Llorente ; род. 5 декабря 1986, Памплона) — испанский профессиональный шоссейный велогонщик баскского происхождения, выступавший за команду «Caja Rural».

## Карьера
Долгое время, находясь в системе баскской команды Euskaltel-Euskadi Арамендиа исполнял роль грегари, помогая своим товарищам по команде и практически не имел никаких успехов.
После перехода в 2012 году в континентальную Caja Rural Арамендиа получил больше личной свободы и ярко провел Вуэльту, четырежды став самым агрессивным гонщиком этапа (при этом, на одном из этапов он провел в сольном отрыве более 150 километров). Но по итогам гонки красный номер самого агрессивного гонщика получил триумфатор общего зачета — Альберто Контадор.
Спустя год, на следующей Вуэльте баск продолжил участвовать в безнадежных затяжных отрывах, что принесло ему три приза самому агрессивному гонщику и итоговое звание наиболее агрессивного гонщика всей многодневки.